# 聖米格爾 (巴拉圭)
聖米格爾（西班牙語：San Miguel），是巴拉圭的城鎮，位於該國南部，由米西奧內斯省負責管轄，距離亞松森178公里，面積585平方公里，2002年人口5,253，人口密度每平方公里8.98人。